# Les Trente-six Vues de la tour Eiffel
Les Trente-six Vues de la tour Eiffel est un livre d'artiste publié en 1902 par le graveur français Henri Rivière. S'inspirant de la série d'estampes Trente-six vues du mont Fuji de l'artiste japonais Hokusai, le livre se veut une interprétation japonisante de la tour Eiffel et de ses environs sous plusieurs angles. Composé de 36 lithographies en couleur, l'ouvrage a été élaboré avec l'aide du critique d'art Arsène Alexandre, l'artiste George Auriol et l'éditeur d'art Eugène Verneau.

## Galerie
| №  | Estampe | Nom                                       | Lieux représentés               |
| -- | ------- | ----------------------------------------- | ------------------------------- |
| 1  |         | Frontispice                               | Tour Eiffel, Paris              |
| 2  |         | Les Chantiers de la tour Eiffel           | Tour Eiffel, Paris              |
| 3  |         | La tour en construction, vue du Trocadéro | Jardins du Trocadéro, Paris     |
| 4  |         | En haut de la tour                        | Tour Eiffel, Paris              |
| 5  |         | Rue Beethoven                             | Rue Beethoven, Paris            |
| 6  |         | Des jardins maraîchers de Grenelle        | Grenelle, Paris                 |
| 7  |         | Du pont des Saints-Pères                  | Pont des Saints-Pères, Paris    |
| 8  |         | Du quai de la Conférence                  | Quai de la Conférence, Paris    |
| 9  |         | De Notre-Dame                             | Cathédrale Notre-Dame, Paris    |
| 10 |         | Du boulevard de Clichy                    | Boulevard de Clichy, Paris      |
| 11 |         | Du Point-du-Jour                          | Quai du Point-du-Jour, Paris    |
| 12 |         | Fête sur la Seine, le 14 juillet          | La Seine, Paris                 |
| 13 |         | Du quai de Passy                          | Passy, Paris                    |
| 14 |         | De la rue Lamarck                         | Rue Lamarck, Paris              |
| 15 |         | De la rue Rochechouart                    | Rue Rochechouart, Paris         |
| 16 |         | Du quai de Passy, par la pluie            | Passy, Paris                    |
| 17 |         | En bateau-mouche                          | La Seine, Paris                 |
| 18 |         | Du quai de Grenelle                       | Grenelle, Paris                 |
| 19 |         | De la rue des Abbesses                    | Rue des Abbesses, Paris         |
| 20 |         | Du pont de Grenelle                       | Grenelle, Paris                 |
| 21 |         | Sur les toits                             | Paris                           |
| 22 |         | Du bois de Boulogne                       | Bois de Boulogne, Paris         |
| 23 |         | De la place de la Concorde                | Place de la Concorde, Paris     |
| 24 |         | De l'île des Cygnes                       | Île aux Cygnes, Paris           |
| 25 |         | Dans la tour                              | Tour Eiffel, Paris              |
| 26 |         | Du pont d'Austerlitz                      | Pont d'Austerlitz, Paris        |
| 27 |         | Derrière l'élan de Fremiet (Trocadéro)    | Jardins du Trocadéro, Paris     |
| 28 |         | Du quai de Javel (baraque d'aiguilleur)   | Javel, Paris                    |
| 29 |         | Du Bas-Meudon, vieux lavoir               | Meudon, Haute-Seine             |
| 30 |         | Ouvrier plombier dans la tour             | Tour Eiffel, Paris              |
| 31 |         | Du quai de Passy - Charbonniers           | Passy, Paris                    |
| 32 |         | De la gare du Bas-Meudon                  | Meudon, Haute-Seine             |
| 33 |         | De l'Estacade                             | Passerelle de l'Estacade, Paris |
| 34 |         | Des jardins du Trocadéro, l'automne       | Jardins du Trocadéro, Paris     |
| 35 |         | Les péniches                              | La Seine, Paris                 |
| 36 |         | Le peintre dans la tour                   | Tour Eiffel, Paris              |